# Jüdischer Friedhof (Sievershausen)

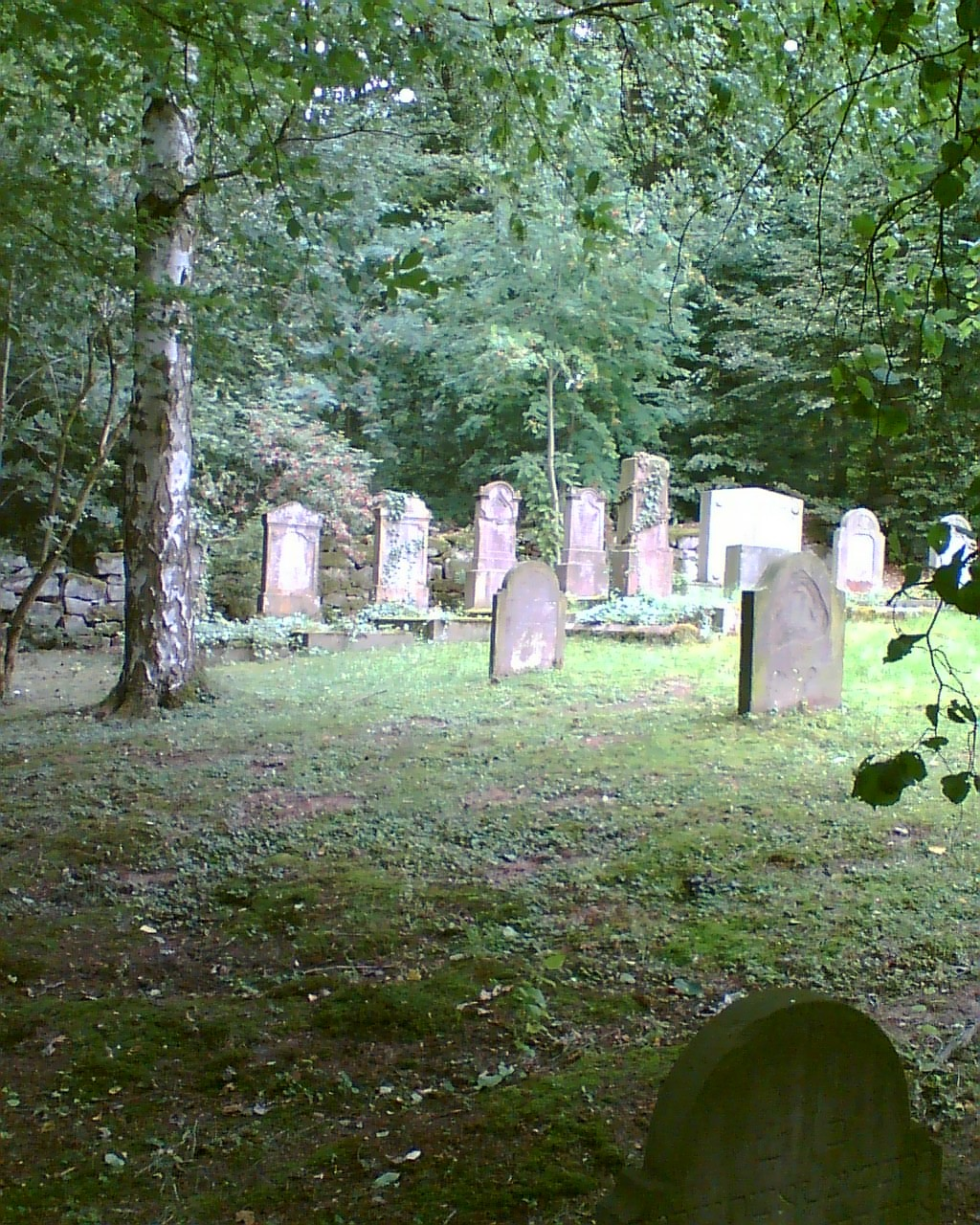
Jüdischer Friedhof in Sievershausen

Der Jüdische Friedhof Sievershausen ist ein jüdischer Friedhof in der Ortschaft Sievershausen, die zur südniedersächsischen Kleinstadt Dassel im Landkreis Northeim gehört. Er ist ein geschütztes Kulturdenkmal.
Der Friedhof wurde 1820 angelegt. Bei der Bewilligung des Friedhofes wurde der Bau einer Mauer gestattet, diese Mauer existiert noch an drei Seiten des Friedhofes. Der Friedhof, der von 1824 bis 1935 belegt wurde, liegt an den Straßen Am Hegebusch und Hubertusweg. Hier befinden sich 28 Grabsteine aus den Jahren 1850 bis 1935.